# 涙活
涙活（るいかつ）とは、意識的に泣くことでストレス解消を図る活動。寺井広樹によって考案、提唱された造語である。

## 概要
涙を流すことにより、人間の自律神経は緊張や興奮を促す交感神経が優位な状態から、リラックスや安静を促す副交感神経が優位な状態に切り替わる。涙活は、この仕組みを利用したストレス解消法とされている。ストレス解消に効果があるのは、悲しみや感動などによる情動の涙。なお目を潤すための基礎分泌の涙や、タマネギを切った際に出る角膜保護の涙には、ストレス解消効果はないとされる。
こうした涙の効果に注目が集まり、泣ける映画の鑑賞や朗読を聞いて意識的に涙を流す涙活イベントも各地で開催され、涙活をともにした仲間を涙友という。